# Averhoy
Averhoy ist ein Ortsteil der Stadt Neustadt am Rübenberge in der niedersächsischen Region Hannover.

## Geografie
Das Dorf liegt südlich der Leine an der Landesstraße 193.

## Geschichte
Erste Erwähnung findet der Ort als Overoje, bzw. Overhoye im Jahr 1217. Er gehörte später zur Vogtei Basse.

### Eingemeindungen
Im Zuge der Gebietsreform in Niedersachsen verlor die Gemeinde Averhoy am 1. März 1974 ihre politische Selbständigkeit und wurde ein Ortsteil von Neustadt am Rübenberge.

### Einwohnerentwicklung
| Jahr | Einwohner | Quelle |
| ---- | --------- | ------ |
| 1910 | 84        | [ 6 ]  |
| 1925 | 77        | [ 7 ]  |
| 1933 | 67        | [ 7 ]  |
| 1939 | 66        | [ 7 ]  |
| 1950 | 1690      | [ 8 ]  |
| 1956 | 1130      | [ 8 ]  |
| 1973 | 75        | [ 9 ]  |
| 2016 | 85        | [ 1 ]  |
| 2020 | 80        | [ 10 ] |
| 2023 | 73        | [ 11 ] |
| 2025 | 66        | [ 2 ]  |

|  |

## Politik

### Ortsrat
Der gemeinsame Ortsrat von Averhoy, Basse, Metel, Otternhagen und Scharrel setzt sich aus elf Ratsmitgliedern zusammen. Im Ortsrat befinden sich zusätzlich 19 beratende Mitglieder.
Sitzverteilung:
- SPD: 4 Sitze
- CDU: 3 Sitze
- Grüne: 2 Sitz
- FDP: 1 Sitz
- UWG: 1 Sitz

(Stand: Kommunalwahl 12. September 2021)

### Ortsbürgermeister
Die Ortsbürgermeisterin ist Christine Nothbaum (CDU). Ihr Stellvertreter ist Hans-Dieter Jaehnke (SPD).

## Kultur und Sehenswürdigkeiten

### Fotogalerie

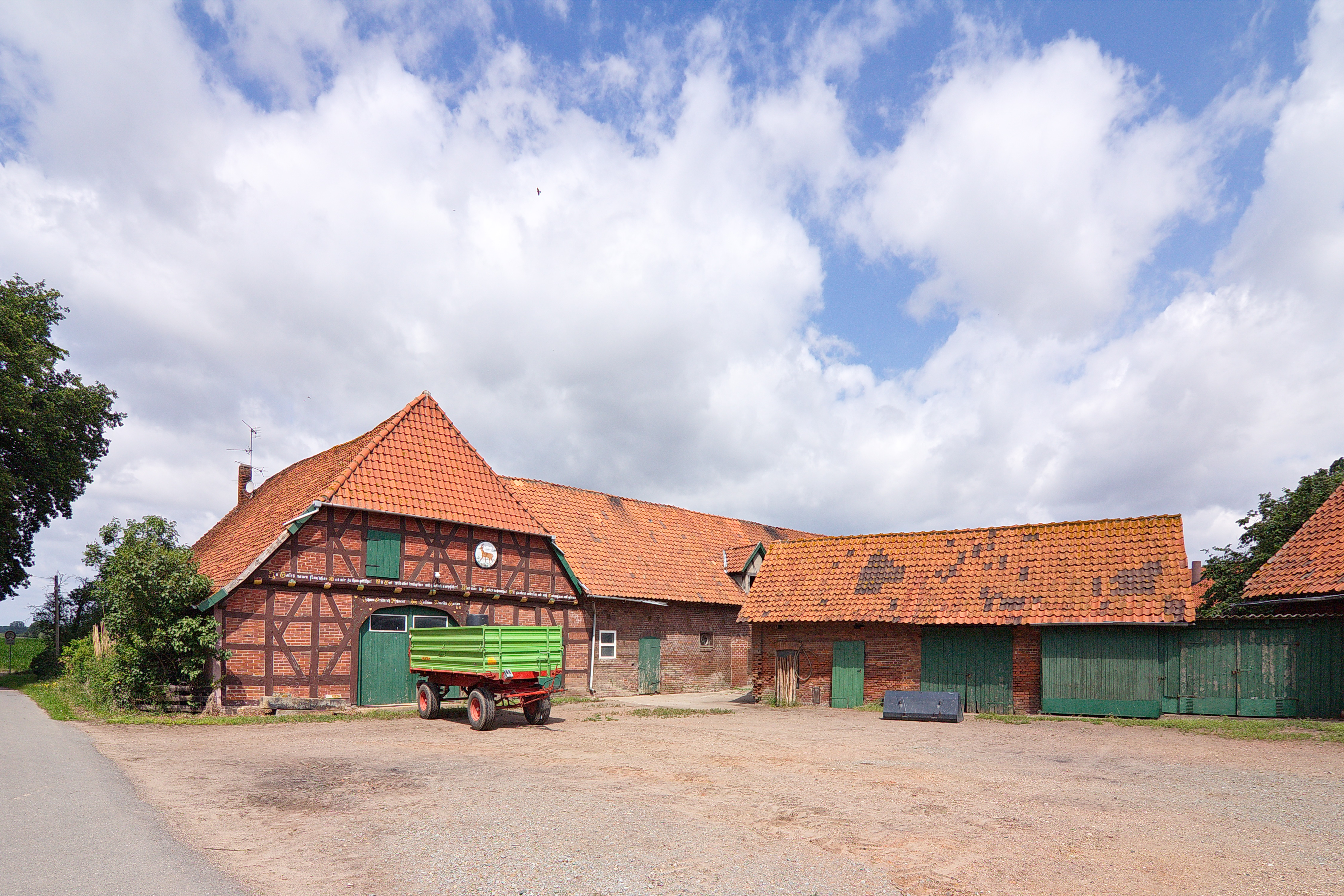
Hof
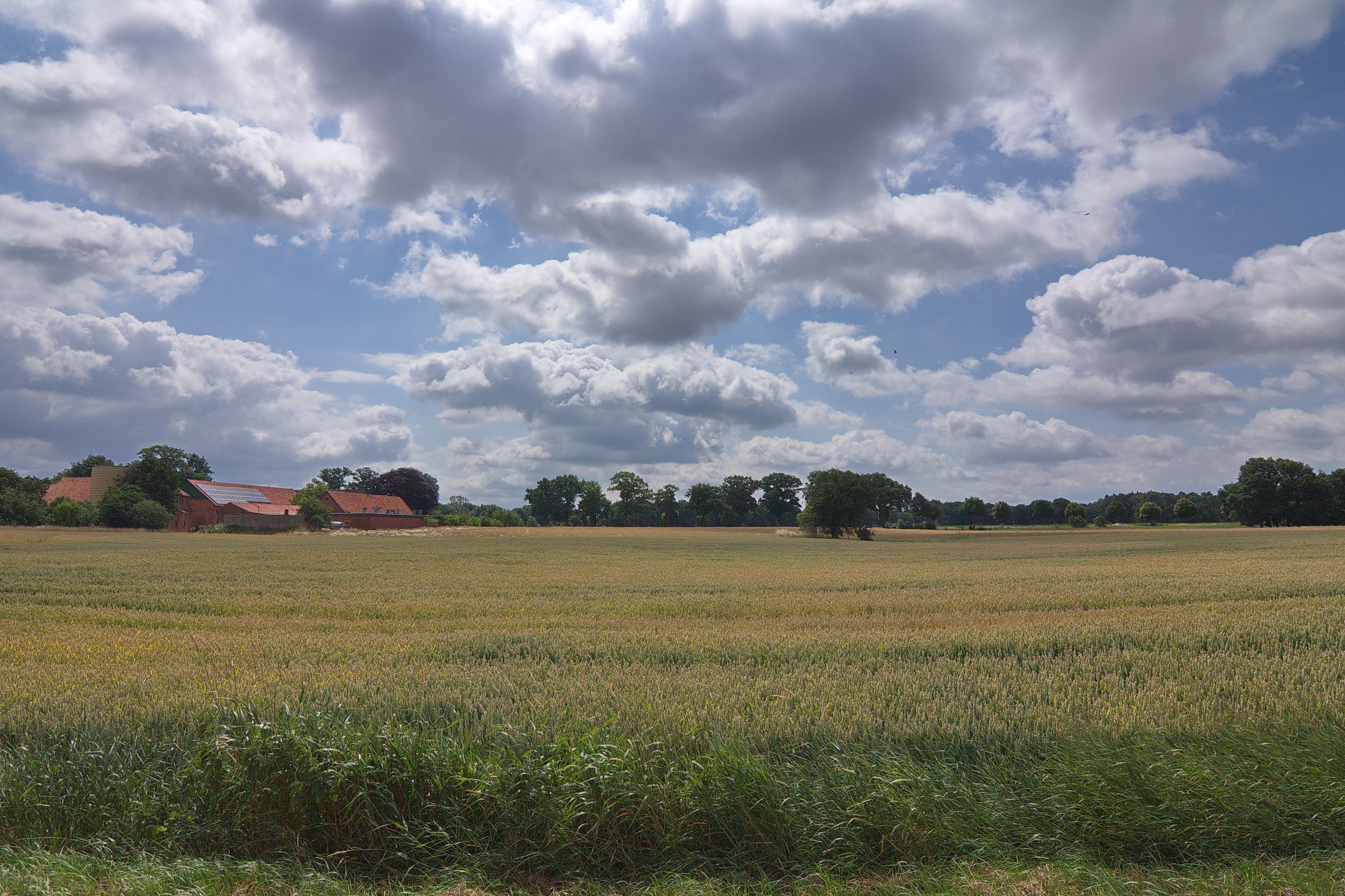
Blick auf Averhoy
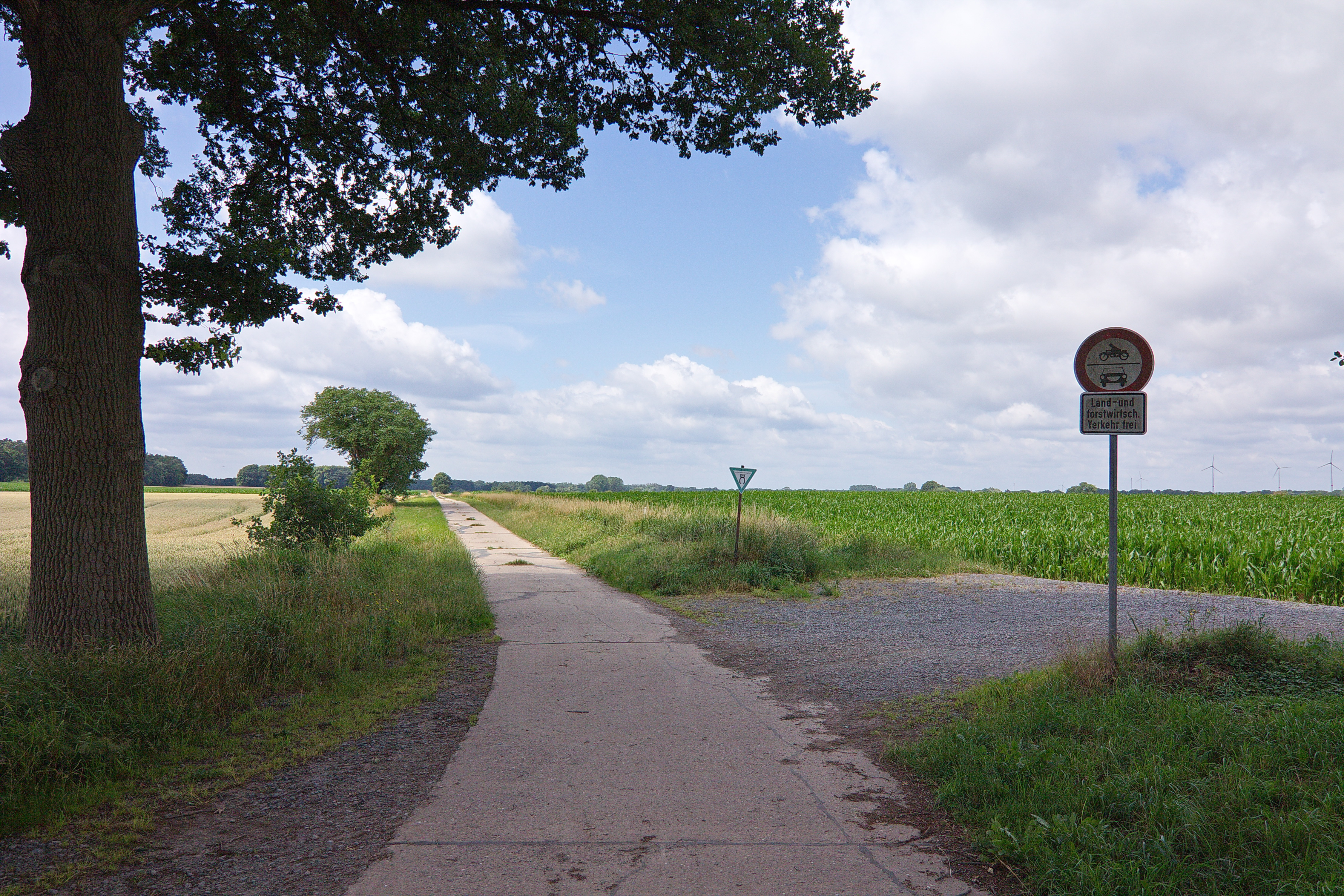
Blick auf das Landschaftsschutzgebiet